# Ђинестра Сабина (Ријети)
Ђинестра Сабина је насеље у Италији у округу Ријети, региону Лацио.
Према процени из 2011. у насељу је живело 365 становника. Насеље се налази на надморској висини од 465 м.